# Andrés Fernández (Fußballspieler, Dezember 1986)
Andrés Eduardo Fernández Moreno, kurz Andrés (* 17. Dezember 1986 in Murcia), ist ein spanischer Fußballspieler, der in der Segunda Division bei UD Levante unter Vertrag steht.

## Spielerkarriere
Seine Karriere im Seniorenbereich startete Andrés Fernández bei RCD Mallorca B, wo er in der Saison 2006/07 Tore verhinderte. Im folgenden Jahr wurde er als dritter Torwart von CA Osasuna verpflichtet. Sein Debüt in der Primera gab er am 21. Oktober 2007 beim 0:2 bei UD Almería. In diesem Spiel saß er auf der Ersatzbank, da sich Stammkeeper Ricardo verletzt hatte und als Elía mit einer roten Karte wegen einer Notbremse des Feldes verwiesen wurde, durfte Andrés ausgerechnet in seiner Heimatstadt sein erstes Profispiel bestreiten.
Nach einem Jahr Leihe bei SD Huesca kehrte er zur Saison 2011/12 wieder nach Osasuna zurück.
Im Juli 2014 wechselte Andrés zum FC Porto. Zur Saison 2015/16 wurde er an den FC Granada verliehen.
Zur Saison 2016/17 wurde er an den FC Villarreal weiterverliehen. Dort spielte er für 3 Saisons, bevor er für drei weitere Saisons zu SD Huesca wechselte. Seit August 2023 steht er bei UD Levante unter Vertrag.